# Dança com as Estrelas
Dança com as Estrelas é a versão portuguesa do programa de televisão americano Dancing with the Stars, do canal americano ABC. Trata-se de uma competição de dança transmitida pela TVI.
Foi apresentada por Cristina Ferreira durante as três primeiras edições, tendo como jurados, o bailarino Alberto Rodrigues, a atriz Alexandra Lencastre e o cantor, ator e bailarino Vítor Fonseca. Após a transferência de Cristina Ferreira para a SIC no verão de 2018, a TVI anunciou que o programa iria regressar para uma 4.ª edição, passando a ser apresentado por Rita Pereira e Pedro Teixeira.
O objetivo do programa é reunir celebridades para aprenderem a dançar juntamente com profissionais altamente qualificados em danças de salão. A cada semana, cada par apresenta um ou dois ritmos de dança standard e/ou dança latina para o grupo de jurados que dão as suas pontuações. Através de uma votação por telefone, os telespetadores também podem votar no concorrente que querem que se mantenha  em competição, sendo depois ambas as votações combinadas. A cada semana o par que somar menos pontos é eliminado do programa.
O programa foi emitido aos domingos à noite, tendo a 1.ª edição estreado a 28 de julho de 2013, uma semana depois do final do Big Brother VIP e coroou Sara Matos como a grande vencedora. Outros concorrentes em destaque foram Pedro Teixeira, Raquel Tavares e Rita Pereira.
A 2.ª edição estreou a 3 de agosto de 2014, uma semana depois da final do Rising Star - A Próxima Estrela e teve Lourenço Ortigão como vencedor. Destacaram-se também David Carreira e Sílvia Rizzo.
A 3.ª edição teve Sara Prata como a vencedora. Desta edição destacaram-se, nomeadamente, Bruno Cabrerizo, Vítor Silva Costa, Isabel Silva e António Raminhos.
A 4.ª edição estreou a 9 de dezembro de 2018. Esta edição teve José Condessa como vencedor. Nesta edição, destacaram-se nomeadamente, Kelly Bailey e Tiago Teotónio Pereira. Nesta edição, decorrente da saída de Cristina Ferreira para a SIC, a apresentação do talent-show coube a Rita Pereira e Pedro Teixeira. Nesta edição, o jurado Alberto Rodrigues foi substituído por Duarte Vieira.
Com o adiamento da estreia do Big Brother 2020, a TVI anunciou a 5.ª edição, que estreou a 16 de fevereiro de 2020, novamente com apresentação de Rita Pereira e Pedro Teixeira. 
Nesta 5.ª edição é introduzido um novo espaço no final do programa, "After Show", onde Alice Alves e Ana Lúcia Matos entrevistam os concorrentes, o júri e os apresentadores que fazem o balanço das atuações, das pontuações e da condução do programa. Contudo, a partir da 2.ª gala , o espaço deu lugar ao frente-a-frente, onde os dois pares de dança menos votados lutam pela permanência na competição. Nesta edição, decorrente da saída de Alexandra Lencastre para a SIC, a mesma foi substituída no painel de jurados por Jéssica Athayde.
A 5.ª edição, estreada em fevereiro de 2020, foi suspensa cerca de um mês depois da estreia, com o cancelamento da gala do dia 15 de março de 2020 (que seria a final) por questões de segurança, devido à Pandemia de COVID-19 em Portugal. Consequentemente esta edição acabou por isso por ser cancelada. 
Em 2024, o programa regressa à TVI para uma nova edição apresentada por Cristina Ferreira, a 6.ª edição, com o painel de jurados original (Alberto Rodrigues, Alexandra Lencastre e Vítor Fonseca).
Em 28 de outubro de 2023, é anunciado pela TVI, que o ator Bruno Cabrerizo se junta a Cristina Ferreira na apresentação do talent-show. Esta edição terminou a 9 de março de 2024 com a vitória de Nelson Évora. Nesta edição destacaram-se por exemplo Miguel Cristovinho, Ana Guiomar e Luisinha Oliveira.

## Equipa

### Apresentadores e Jurados
| Apresentador | Apresentador da Red Room | Apresentador de bastidores (+TVI) | Concorrente | Jurado | Apresentador do After Show |

| Apresentadores    | Edição | Edição | Edição | Edição  | Edição | Edição |
| Apresentadores    | 2013   | 2014   | 2015   | 2018-19 | 2020   | 2024   |
| ----------------- | ------ | ------ | ------ | ------- | ------ | ------ |
| Cristina Ferreira |        |        |        |         |        |        |
| Rita Pereira      |        |        |        |         |        |        |
| Pedro Teixeira    |        |        |        |         |        |        |
| Paulo Fernandes   |        |        |        |         |        |        |
| Alice Alves       |        |        |        |         |        |        |
| Ana Lúcia Matos   |        |        |        |         |        |        |
| Bruno Cabrerizo   |        |        |        |         |        |        |

| Jurados             | Edição | Edição | Edição | Edição  | Edição | Edição |
| Jurados             | 2013   | 2014   | 2015   | 2018-19 | 2020   | 2024   |
| ------------------- | ------ | ------ | ------ | ------- | ------ | ------ |
| Alberto Rodrigues   |        |        |        |         |        |        |
| Alexandra Lencastre |        |        |        |         |        |        |
| Vítor Fonseca       |        |        |        |         |        |        |
| Duarte Vieira       |        |        |        |         |        |        |
| Jessica Athayde     |        |        |        |         |        |        |

### Bailarinos profissionais
| Bailarino/a     | Edição              | Edição           | Edição            | Edição                 | Edição             | Edição             |
| Bailarino/a     | 1                   | 2                | 3                 | 4                      | 5                  | 6                  |
| --------------- | ------------------- | ---------------- | ----------------- | ---------------------- | ------------------ | ------------------ |
| André Branco    | Sara Matos          | Vanessa Martins  | Cuca Roseta       |                        |                    |                    |
| Bruno Tomás     | Iva Domingues       |                  |                   |                        |                    |                    |
| Daniela Santos  | José Calado         |                  |                   | Badoxa                 |                    | Bernardo Sousa     |
| Dima Pavlenko   | Sofia Ribeiro       | Marisa Cruz      | Kátia Aveiro      |                        |                    |                    |
| Edgar Branco    | Raquel Tavares      | Isabel Figueira  | Isabel Silva      | Anamar                 |                    |                    |
| Guilena Bondar  | Isaac Alfaiate      | Pedro Guedes     | Leandro           |                        | Miguel Raposo      |                    |
| Mónica Rosa     | Pedro Teixeira      | Lourenço Ortigão | Nuno Janeiro      |                        |                    |                    |
| Pedro Borralho  | Rita Pereira        | Sílvia Rizzo     |                   | Kelly Bailey           | Soraia Tavares     |                    |
| Pedro Borralho  | Rita Pereira        | Sílvia Rizzo     | Lesionou-se       |                        | Soraia Tavares     |                    |
| Rita Spider     | Paulo Vintém        |                  |                   |                        |                    |                    |
| Sara Claro      | Pedro Barroso       |                  |                   |                        |                    |                    |
| Tatiana         | José Luís Gonçalves |                  |                   |                        |                    |                    |
| Ana Cardoso     |                     | David Carreira   | Vítor Silva Costa | José Condessa          | Virgul             | Miguel Cristovinho |
| Rita Vieira     |                     | Ruben Rua        |                   |                        |                    |                    |
| Bárbara Ribeiro |                     |                  | Bruno Cabrerizo   |                        |                    |                    |
| Mário Gonçalves |                     |                  | Laura Figueiredo  |                        |                    |                    |
| Marco Moreira   |                     |                  | Sara Prata        |                        |                    |                    |
| Renato Nobre    |                     |                  | Pimpinha Jardim   | Jéssica Athayde        | Carolina Deslandes |                    |
| Renato Nobre    | Bárbara Branco      |                  | Pimpinha Jardim   |                        | Carolina Deslandes |                    |
| Sara Santos     |                     |                  | António Raminhos  | Tiago Teotónio Pereira |                    |                    |
| Andreia Antunes |                     |                  |                   | André Costa            | Marco Costa        | Tiago Carreira     |
| Anna Galysheva  |                     |                  |                   | Victor Hugo            | Paulo Pires        | Nelson Évora       |
| André Madeira   |                     |                  |                   | Bárbara Bandeira       | Margarida Corceiro |                    |
| André Madeira   | Kelly Bailey        | Ana Guiomar      | Ana Guiomar       |                        | Margarida Corceiro |                    |
| Nuno Moreira    |                     |                  |                   | Mónica Jardim          |                    |                    |
| Vadim Potavov   |                     |                  |                   |                        | Angie Costa        | Ana Malhoa         |
| Pedro Eugénio   |                     |                  |                   |                        |                    | Luisinha Oliveira  |
| Luís Quina      |                     |                  |                   |                        |                    | Raquel Tillo       |
| Daniel Soares   |                     |                  |                   |                        |                    | Joana de Verona    |
| Inês Gameiro    |                     |                  |                   |                        |                    | Miguel Nunes       |
| Daniel Courinha |                     |                  |                   |                        |                    | Liliana Santos     |

     Venceu a edição
     2.º classificado da edição
     3.º classificado da edição
     1.º eliminado da edição
     Abandonou/Desistiu da competição

## Edições
| Edição | Concorrentes | Semanas | Duração                                                                               | Classificação                                                                                             | Classificação                                                                                             | Classificação                                                                                             |
| Edição | Concorrentes | Semanas | Duração                                                                               | Vencedores                                                                                                | 2.º lugar                                                                                                 | 3.º lugar                                                                                                 |
| ------ | ------------ | ------- | ------------------------------------------------------------------------------------- | --- | --- | --- |
| 1      | 11           | 9       | 28 de julho de 2013 - 22 de setembro de 2013                                          | Sara Matos & André Branco                                                                                 | Pedro Teixeira & Mónica Rosa                                                                              | Raquel Tavares & Edgar Branco                                                                             |
| 2      | 8            | 7       | 3 de agosto de 2014 - 14 de setembro de 2014                                          | Lourenço Ortigão & Mónica Rosa                                                                            | David Carreira & Ana Cardoso                                                                              | Sílvia Rizzo & Pedro Borralho                                                                             |
| 3      | 11           | 12      | 22 de março de 2015 - 7 de junho de 2015                                              | Sara Prata & Marco Moreira                                                                                | Bruno Cabrerizo & Bárbara Ribeiro                                                                         | Vítor Silva Costa & Ana Cardoso                                                                           |
| 4      | 11           | 12      | 9 de dezembro de 2018 - 24 de fevereiro de 2019                                       | José Condessa & Ana Cardoso                                                                               | Kelly Bailey & André Madeira                                                                              | Tiago Teotónio Pereira & Sara Santos                                                                      |
| 5      | 8            | 3       | 16 de fevereiro de 2020 - 8 de março de 2020 (suspensa devido à Pandemia de Covid-19) | Angie Costa & Vadim Margarida Corceiro & André Madeira Paulo Pires & Anna Soraia Tavares & Pedro Borralho | Angie Costa & Vadim Margarida Corceiro & André Madeira Paulo Pires & Anna Soraia Tavares & Pedro Borralho | Angie Costa & Vadim Margarida Corceiro & André Madeira Paulo Pires & Anna Soraia Tavares & Pedro Borralho |
| 6      | 11           | 10      | 6 de janeiro de 2024 - 9 de março de 2024                                             | Nelson Évora e Anna Gallysheva                                                                            | Miguel Cristovinho e Ana Cardoso                                                                          | Luisinha Oliveira e Pedro Eugénio                                                                         |

## Recordes

### Melhores médias
As pontuações apresentadas a seguir representam as melhores pontuações médias acumuladas durante todas as edição.
| Posição por média | Edição | Lugar | Par               | Par             | Média |
| Posição por média | Edição | Lugar | Celebridade       | Profissional    | Média |
| ----------------- | ------ | ----- | ----------------- | --------------- | ----- |
| 1                 | 3      | 4.º   | Isabel Silva      | Edgar Branco    | 29,3  |
| 2                 | 1      | 4.º   | Paulo Vintém      | Rita Spider     | 29    |
| 3                 | 3      | 1.º   | Sara Prata        | Marco Moreira   | 28,9  |
| 4                 | 1      | 3.º   | Raquel Tavares    | Edgar Branco    | 28,8  |
| 5                 | 3      | 2.º   | Bruno Cabrerizo   | Bárbara Ribeiro | 28.4  |
| 6                 | 2      | 3.º   | Sílvia Rizzo      | Pedro Borralho  | 27,9  |
| 7                 | 3      | 3.º   | Vítor Silva Costa | Ana Cardoso     | 27,8  |
| 8                 | 2      | 2.º   | David Carreira    | Ana Cardoso     | 27,5  |
| 9                 | 1      | 5.º   | Rita Pereira      | Pedro Borralho  | 27,4  |
| 10                | 1      | 1.º   | Sara Matos        | André Branco    | 27,1  |
| 11                | 4      | 4.º   | Bárbara Branco    | Renato Nobre    | 27,3  |
| 12                | 2      | 1.º   | Lourenço Ortigão  | Mónica Rosa     | 27    |

### Pontuações perfeitas
As pontuações apresentadas a seguir representam as pontuações perfeitas que as celebridades ganharam nas suas edições.
| N.° de 30s | Edição | Lugar | Celebridade       | Profissional    |
| ---------- | ------ | ----- | ----------------- | --------------- |
| 9          | 3      | 4.º   | Isabel Silva      | Edgar Branco    |
| 8          | 1      | 3.º   | Raquel Tavares    | Edgar Branco    |
| 6          | 3      | 2.º   | Bruno Cabrerizo   | Bárbara Ribeiro |
| 5          | 1      | 1.º   | Sara Matos        | André Branco    |
| 5          | 3      | 1.º   | Sara Prata        | Marco Moreira   |
| 3          | 2      | 1.º   | Lourenço Ortigão  | Mónica Rosa     |
| 3          | 1      | 5.º   | Rita Pereira      | Pedro Borralho  |
| 2          | 2      | 2.º   | David Carreira    | Ana Cardoso     |
| 2          | 1      | 2.º   | Pedro Teixeira    | Mónica Rosa     |
| 2          | 2      | 3.º   | Sílvia Rizzo      | Pedro Borralho  |
| 2          | 3      | 3.º   | Vítor Silva Costa | Ana Cardoso     |
| 1          | 3      | 7.º   | Cuca Roseta       | André Branco    |
| 1          | 1      | 6.º   | Iva Domingues     | Bruno Tomás     |
| 1          | 1      | 4.º   | Paulo Vintém      | Rita Spider     |

### Danças
| Dança          | Edições       | Melhor atuação | Pontuação | Pior atuação                                                                             | Pontuação |
| -------------- | ------------- | --- | --------- | ---------------------------------------------------------------------------------------- | --------- |
| Broadway       | 1-presente    | Raquel Tavares & Edgar Branco Rita Pereira & Pedro Borralho Lourenço Ortigão & Mónica Rosa Bruno Cabrerizo & Bárbara Ribeiro Sara Prata & Marco Moreira | 30        | Calado & Daniela Santos                                                                  | 24        |
| Cha Cha Cha    | 1-presente    | Pedro Teixeira & Mónica Rosa David Carreira & Ana Cardoso                                                                                               | 30        | André Costa & Andreia                                                                    | 19        |
| Contemporâneo  | 3-presente    | Vítor Silva Costa & Ana Cardoso Sara Prata & Marco Moreira                                                                                              | 30        | —                                                                                        | —         |
| Foxtrot        | 1-presente    | Rita Pereira & Pedro Borralho Raquel Tavares & Edgar Branco Isabel Silva & Edgar Branco                                                                 | 30        | Calado & Daniela Santos Isaac Alfaiate & Guilena Bondar                                  | 20        |
| Hip Hop Fusion | 1             | Paulo Vintém & Rita Spider | 28        | —                                                                                        | —         |
| Jive           | 1-presente    | Raquel Tavares & Edgar Branco Bruno Cabrerizo & Bárbara Ribeiro Isabel Silva & Edgar Branco                                                             | 30        | Leandro & Guilena Bondar                                                                 | 22        |
| Kizomba        | 1-presente    | Pedro Teixeira & Mónica Rosa Isabel Silva & Edgar Branco Sara Prata & Marco Moreira                                                                     | 30        | Pedro Guedes & Guilena Bondar                                                            | 23        |
| Kuduro         | 3-presente    | António Raminhos & Sara Santos | 27        | —                                                                                        | —         |
| Mambo          | 1, 3-presente | Iva Domingues & Bruno Tomás Isabel Silva & Edgar Branco                                                                                                 | 28        | Pedro Teixeira & Mónica Rosa                                                             | 26        |
| New Jeckie     | 1             | Paulo Vintém & Rita Spider | 30        | —                                                                                        | —         |
| Paso Doble     | 1-presente    | Sara Matos & André Branco Raquel Tavares & Edgar Branco Lourenço Ortigão & Mónica Rosa Vítor Silva Costa & Ana Cardoso Isabel Silva & Edgar Branco      | 30        | Vanessa Martins & André Branco António Raminhos & Sara Santos Nuno Janeiro & Mónica Rosa | 22        |
| Quickstep      | 1-presente    | Rita Pereira & Pedro Borralho Raquel Tavares & Edgar Branco Sara Matos & André Branco Sílvia Rizzo & Pedro Borralho Isabel Silva & Edgar Branco         | 30        | Rúben Rua & Rita Vieira                                                                  | 23        |
| Rock & Roll    | 1, 3-presente | Pedro Teixeira & Mónica Rosa Sara Prata & Marco Moreira                                                                                                 | 29        | António Raminhos & Sara Santos                                                           | 24        |
| Rumba          | 1-presente    | Cuca Roseta & André Branco Isabel Silva & Edgar Branco Sara Prata & Marco Moreira                                                                       | 30        | António Raminhos & Sara Santos                                                           | 22        |
| Salsa          | 1-presente    | Raquel Tavares & Edgar Branco Sílvia Rizzo & Pedro Borralho Isabel Silva & Edgar Branco                                                                 | 30        | David Carreira & Ana Cardoso Kátia Aveiro & Dima Pavlenko                                | 25        |
| Samba          | 1-presente    | Raquel Tavares & Edgar Branco Bruno Cabrerizo & Bárbara Ribeiro                                                                                         | 30        | Rita Pereira & Pedro Borralho Sofia Ribeiro & Dima Pavlenko                              | 22        |
| Tango          | 1-presente    | Sara Matos & André Branco Iva Domingues & Bruno Tomás David Carreira & Ana Cardoso Bruno Cabrerizo & Bárbara Ribeiro Sara Prata & Marco Moreira         | 30        | Nuno Janeiro & Mónica Rosa                                                               | 21        |
| Valsa          | 1-presente    | Raquel Tavares & Edgar Branco Isabel Silva & Edgar Branco                                                                                               | 30        | Sara Matos & André Branco                                                                | 25        |

## Prémios
| Troféus TV 7 Dias | Troféus TV 7 Dias                 | Troféus TV 7 Dias       | Troféus TV 7 Dias | Troféus TV 7 Dias |
| Ano               | Categoria                         | Nomeação                | Resultado         |                   |
| ----------------- | --------------------------------- | ----------------------- | ----------------- | ----------------- |
| 2013              | Melhor Programa de Entretenimento | Dança com as Estrelas 1 | Indicado          |                   |
| 2013              | Melhor Apresentadora              | Cristina Ferreira       | Venceu            |                   |
| 2014              | Melhor Programa de Entretenimento | Dança com as Estrelas 2 | Indicado          |                   |
| 2014              | Melhor Apresentadora              | Cristina Ferreira       | Indicado          |                   |

## Audiências
| Edição                      | Edição | Galas | Horário       | Datas                   | Datas                   | Audiência         | Audiência                              | Audiência              |
| Edição                      | Edição | Galas | Horário       | Estreia                 | Final                   | Estreia           | Final                                  | Média                  |
| --------------------------- | ------ | ----- | ------------- | ----------------------- | ----------------------- | ----------------- | -------------------------------------- | ---------------------- |
|                             | 1      | 9     | Domingo 21h30 | 28 de julho de 2013     | 22 de setembro de 2013  | 1 530 000 (38,5%) | 1 453 600 (39,9%)                      | 14,5% rat. 34,8% share |
|                             | 2      | 7     | Domingo 21h30 | 3 de agosto de 2014     | 14 de setembro de 2014  | 1 458 000 (36,7%) | 1 643 500 (38,2%)                      | 14,7% rat. 34,6% share |
|                             | 3      | 12    | Domingo 21h30 | 22 de março de 2015     | 7 de junho de 2015      | 1 294 000 (30,2%) | 1 605 500 (38,6%)                      | 14,1% rat. 32,0% share |
|                             | 4      | 12    | Domingo 21h30 | 9 de dezembro de 2018   | 24 de fevereiro de 2019 | 966 000 (23,5%)   | 1 198 000 (27,4%)                      | 11% rat. 25,4% share   |
|                             | 5      | 4     | Domingo 21h30 | 16 de fevereiro de 2020 | —                       | 915 100 (19.0%)   | Suspensa devido à Pandemia de COVID-19 | —                      |
|                             | 6      | 10    | Sábado 21h30  | 6 de janeiro de 2024    | 9 de março de 2024      | 845 600 (18.7%)   | Parte 1: 854 500 (17,7%)               |                        |
| Parte 2: 840 00 (21%)       | 6      | 10    | Sábado 21h30  | 6 de janeiro de 2024    | 9 de março de 2024      | 845 600 (18.7%)   |                                        |                        |
| O Vencedor: 682 400 (22,7%) | 6      | 10    | Sábado 21h30  | 6 de janeiro de 2024    | 9 de março de 2024      | 845 600 (18.7%)   |                                        |                        |